# Foals
Foals (укр. Лошата) — британський музичний гурт, який грає в жанрі інді-рок та математичний рок. Був заснований у Оксфорді у 2005 році. Станом на 2023 рік складається з чотирьох учасників — вокаліста та гітариста Яніса Філіпакіса, барабанщика Джека Бевана, рит-гітариста Джиммі Сміта та клавішника Едвіна Конгрейва. Гурт випускає музику на лейблі Warner Records.
Вони випустили шість студійний альбомів: Antidotes (2008), Total Life Forever (2010), Holy Fire (2013), What Went Down (2015), Everything Not Saved Will Be Lost – Part 1 та Everything Not Saved Will Be Lost – Part 2 (2019), і останній на даний час — Life Is Yours (2022). Також гурт випустив один відеоальбом, шість мініальбомім та 35 синглів.

## Історія
Гурт був сформована в 2005 році у Оксфорді колишнім фронтменом гурту The Edmund Fitzgerald Янісом Філіппакісом.
Перші виступи проходили на домашніх вечірках в Оксфорді, сцени в більшості випадків не було, група грала безпосередньо в натовпі людей.
Популярність гурту прийшла в 2007 році, після зйомок британського серіалу «Skins», де колектив виступав у ролі самих себе.
В червні 2015 гурт опублікував знятий у Києві кліп на пісню «What Went Down» з нового однойменного альбому.

## Склад

### Теперішній склад
- Яніс Філіпакіс — сольний вокал, гітара, том-томи (2005 — сьогодення), бас-гітара (2018 — по теперішній час)
- Джек Беван — барабани, перкусія (2005 — по теперішній час)
- Джиммі Сміт — ритм-гітара, синтезатор, бек-вокал (2005 — сьогодення), бас-гітара (2018 — по теперішній час)
- Едвін Конгрейв — клавішні, синтезатор, бек-вокал (2005 — по теперішній час)

### Колишні учасники
- Ендрю Мірс — сольний вокал, ритм-гітара (2005 — 2006)
- Вальтер Герверс — бас, перкусія, вокал (2005 — 2018)

## Дискографія
Студійні альбоми
- Antidotes (2008)
- Total Life Forever (2010)
- Holy Fire (2013)
- What Went Down (2015)
- Everything Not Saved Will Be Lost – Part 1 (2019)
- Everything Not Saved Will Be Lost – Part 2 (2019)
- Life Is Yours (2022)

## Відеографія

### Музичні відео
| Назва                  | Рік  | Режисер       | Прим.  |
| ---------------------- | ---- | ------------- | ------ |
| «Hummer»               | 2007 | Ollie Evans   | [ 2 ]  |
| «Mathletics»           | 2007 | Ben Rollason  | [ 3 ]  |
| «Balloons»             | 2007 | Dave Ma       | [ 4 ]  |
| «Cassius»              | 2008 | Dave Ma       | [ 5 ]  |
| «Red Socks Pugie»      | 2008 | Dave Ma       | [ 6 ]  |
| «Olympic Airways»      | 2009 | Dave Ma       | [ 7 ]  |
| «Spanish Sahara»       | 2010 | Dave Ma       | [ 8 ]  |
| «This Orient»          | 2010 | Dave Ma       | [ 9 ]  |
| «Miami»                | 2010 | Dave Ma       | [ 10 ] |
| «2 Trees»              | 2010 | Adam Bizanski | [ 11 ] |
| «Blue Blood»           | 2010 | Chris Sweeney | [ 12 ] |
| «Inhaler»              | 2012 | Dave Ma       | [ 13 ] |
| «My Number»            | 2013 | Dave Ma       | [ 14 ] |
| «Late Night»           | 2013 | NABIL         | [ 15 ] |
| «Bad Habit»            | 2013 | NABIL         | [ 16 ] |
| «Out Of The Woods»     | 2013 | NABIL         | [ 17 ] |
| «What Went Down»       | 2015 | Niall O'Brien | [ 18 ] |
| «Mountain At My Gates» | 2015 | NABIL         | [ 19 ] |
| «Give It All»          | 2015 | NABIL         | [ 20 ] |
| «Birch Tree»           | 2016 | Dave Ma       | [ 21 ] |
| «Exits»                | 2019 | Albert Moya   | [ 22 ] |

## Нагороди та номінації

### Mercury Prize
| Рік  | Номіновано                                   | Нагорода   | Результат |
| ---- | -------------------------------------------- | ---------- | --------- |
| 2010 | Total Life Forever                           | Best Album | Номінація |
| 2013 | Holy Fire                                    | Best Album | Номінація |
| 2019 | «Everything Not Saved Will Be Lost — Part 1» | Best Album | Номінація |

### Ivor Novello Awards
| Рік  | Номіновано       | Нагорода                          | Результат |
| ---- | ---------------- | --------------------------------- | --------- |
| 2010 | «Spanish Sahara» | Best Song Musically and Lyrically | Номінація |

### NME Awards
| Рік  | Номіновано         | Нагорода           | Результат |
| ---- | ------------------ | ------------------ | --------- |
| 2011 | Foals              | Best British Band  | Номінація |
| 2011 | Foals              | Best Live Act      | Номінація |
| 2011 | Total Life Forever | Best British Album | Номінація |
| 2011 | Total Life Forever | Best Artwork       | Номінація |
| 2011 | «Spanish Sahara»   | Best Track         | Перемога  |
| 2013 | Foals              | Best Live Band     | Номінація |
| 2013 | «Inhaler»          | Best Track         | Перемога  |
| 2014 | Foals              | Best British Band  | Номінація |
| 2016 | «What Went Down»   | Best Album         | Перемога  |
| 2016 | Foals              | Best British Band  | Номінація |
| 2016 | What Went Down     | Best Track         | Номінація |

### Q Awards
| Рік  | Номіновано       | Нагорода                    | Результат |
| ---- | ---------------- | --------------------------- | --------- |
| 2013 | Holy Fire        | Best Album                  | Номінація |
| 2013 | Foals            | Best Act in the World Today | Номінація |
| 2013 | Foals            | Best Live Act               | Перемога  |
| 2015 | Foals            | Best Act in the World Today | Перемога  |
| 2015 | «What Went Down» | Best Track                  | Номінація |
| 2015 | «What Went Down» | Best Video                  | Номінація |

### Brit Awards
| Рік  | Номіновано | Нагорода              | Результат |
| ---- | ---------- | --------------------- | --------- |
| 2008 | Foals      | Critics' Choice Award | Номінація |
| 2016 | Foals      | British Group         | Номінація |

### iHeartRadio Music Awards
| Рік  | Номіновано | Нагорода                              | Результат |
| ---- | ---------- | ------------------------------------- | --------- |
| 2017 | Foals      | Best New Rock/Alternative Rock Artist | Номінація |